# Couto de Esteves
Couto de Esteves is een plaats (freguesia) in de Portugese gemeente Sever do Vouga en telt 1.055 inwoners (2001).